# New York Mets/Spielerliste
Die folgende Liste zeigt alle Spieler der New York Mets, einem US-amerikanischen Baseball-Franchise aus Queens (New York City), seit deren Gründung im Jahre 1962. Bis dato kamen 896 Spieler für die Mets in der Major League Baseball zum Einsatz.

## Legende

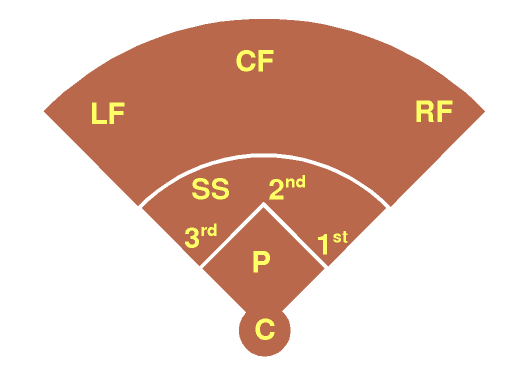
Positionen der Defensive im Baseballsport

- Gelb unterlegte Spieler sind Mitglied der Baseball Hall of Fame.
- haben die Spieler eine Nummer hinter ihrem Namen (Beispiel: ), so bedeutet das, dass diese Trikotnummer ihnen zu Ehren bei den Mets nicht mehr vergeben wird.
- folgende Abkürzungen werden für die Positionen der Spieler verwendet:
  - P = Pitcher
    - SP = Starting Pitcher
    - RP = Relief Pitcher

  - C = Catcher
  - IF = Infielder
    - 1B = First Baseman
    - 2B = Second Baseman
    - 3B = Second Baseman
    - SS = Shortstop

  - OF = Outfielder
    - LF = Left Fielder
    - CF = Center Fielder
    - RF = Right Fielder

## Liste aller Spieler
| Name                 |                          | Im Team von – bis          | Position(en) |
| -------------------- | ------------------------ | -------------------------- | ------------ |
| Don Aase             | Vereinigte Staaten       | 1989                       | RP           |
| Kurt Abbott          | Vereinigte Staaten       | 2000                       | SS, 2B       |
| Juan Acevedo         | Mexiko                   | 1997                       | RP           |
| Manny Acosta         | Panama                   | 2010                       | RP           |
| Jon Adkins           | Vereinigte Staaten       | 2007                       | RP           |
| Benny Agbayani       | Vereinigte Staaten       | 1998–2001                  | OF           |
| Tommie Agee          | Vereinigte Staaten       | 1968–1972                  | OF           |
| Chris Aguila         | Vereinigte Staaten       | 2008                       | OF           |
| Rick Aguilera        | Vereinigte Staaten       | 1985–1989                  | P            |
| Jack Aker            | Vereinigte Staaten       | 1974                       | RP           |
| Manny Alexander      | Dominikanische Republik  | 1997                       | 2B, SS       |
| Edgardo Alfonzo      | Venezuela                | 1995–2002                  | 2B, 3B       |
| Neil Allen           | Vereinigte Staaten       | 1979–1983                  | RP           |
| Jermaine Allensworth | Vereinigte Staaten       | 1998–1999                  | OF           |
| Bill Almon           | Vereinigte Staaten       | 1980, 1987                 | SS, 2B       |
| Edwin Almonte        | Dominikanische Republik  | 2003                       | RP           |
| Roberto Alomar       | Puerto Rico              | 2002–2003                  | 2B           |
| Sandy Alomar, Jr.    | Puerto Rico              | 2007                       | C            |
| Sandy Alomar, Sr.    | Puerto Rico              | 1967                       | SS           |
| Jesús Alou           | Dominikanische Republik  | 1975                       | OF           |
| Moisés Alou          | Vereinigte Staaten       | 2007–2008                  | OF           |
| George Altman        | Vereinigte Staaten       | 1964                       | OF           |
| Luis Alvarado        | Puerto Rico              | 1977                       | 2B           |
| Chip Ambres          | Vereinigte Staaten       | 2007                       | OF           |
| Craig Anderson       | Vereinigte Staaten       | 1962–1964                  | P            |
| Jason Anderson       | Vereinigte Staaten       | 2003                       | RP           |
| Marlon Anderson      | Vereinigte Staaten       | 2005, 2007–2009            | OF, 1B, 2B   |
| Rick Anderson        | Vereinigte Staaten       | 1986                       | P            |
| Bob Apodaca          | Vereinigte Staaten       | 1973–1977                  | RP           |
| Kevin Appier         | Vereinigte Staaten       | 2001                       | SP           |
| Joaquín Árias        | Dominikanische Republik  | 2010                       | IF           |
| Tony Armas, Jr.      | Venezuela                | 2008                       | SP           |
| Gerry Arrigo         | Vereinigte Staaten       | 1966                       | P            |
| Richie Ashburn       | Vereinigte Staaten       | 1962                       | OF           |
| Tucker Ashford       | Vereinigte Staaten       | 1983                       | 3B, 2B       |
| Bob Aspromonte       | Vereinigte Staaten       | 1971                       | 3B           |
| Pedro Astacio        | Dominikanische Republik  | 2002–2003                  | SP           |
| Benny Ayala          | Dominikanische Republik  | 1974, 1976                 | OF           |
| Luis Ayala           | Mexiko                   | 2008                       | RP           |
| Manny Aybar          | Dominikanische Republik  | 2005                       | RP           |
| Wally Backman        | Vereinigte Staaten       | 1980–1988                  | 2B           |
| Mike Bacsik          | Vereinigte Staaten       | 2002–2003                  | SP           |
| Carlos Baerga        | Puerto Rico              | 1996–1998                  | 2B           |
| Kevin Baez           | Vereinigte Staaten       | 1990, 1992–1993            | SS           |
| Bob Bailor           | Vereinigte Staaten       | 1981–1983                  | SS, 2B       |
| Billy Baldwin        | Vereinigte Staaten       | 1976                       | OF           |
| James Baldwin        | Vereinigte Staaten       | 2004                       | SP           |
| Rick Baldwin         | Vereinigte Staaten       | 1975–1977                  | RP           |
| Brian Bannister      | Vereinigte Staaten       | 2006                       | SP           |
| Rod Barajas          | Vereinigte Staaten       | 2010                       | C            |
| Lute Barnes          | Vereinigte Staaten       | 1972–1973                  | 2B           |
| Jeff Barry           | Vereinigte Staaten       | 1995                       | OF           |
| Kevin Bass           | Vereinigte Staaten       | 1992                       | OF           |
| Ed Bauta             | Vereinigte Staaten       | 1963–1964                  | RP           |
| Jason Bay            | Vereinigte Staaten       | 2010                       | OF           |
| Billy Beane          | Vereinigte Staaten       | 1984–1985                  | OF           |
| Larry Bearnarth      | Vereinigte Staaten       | 1963–1966                  | RP           |
| Blaine Beatty        | Vereinigte Staaten       | 1989, 1991                 | RP           |
| Jim Beauchamp        | Vereinigte Staaten       | 1972–1973                  | 1B           |
| Rich Becker          | Vereinigte Staaten       | 1998                       | OF           |
| Derek Bell           | Vereinigte Staaten       | 2000                       | RF           |
| Gus Bell             | Vereinigte Staaten       | 1962                       | OF           |
| Heath Bell           | Vereinigte Staaten       | 2004–2006                  | RP           |
| Jay Bell             | Vereinigte Staaten       | 2003                       | IF           |
| Carlos Beltrán       | Puerto Rico              | 2005–2010                  | CF           |
| Rigo Beltran         | Mexiko                   | 1998–1999                  | RP           |
| Armando Benítez      | Dominikanische Republik  | 1999–2003                  | RP           |
| Dennis Bennett       | Vereinigte Staaten       | 1967                       | SP           |
| Gary Bennett         | Vereinigte Staaten       | 2001                       | PH           |
| Kris Benson          | Vereinigte Staaten       | 2004–2005                  | SP           |
| Butch Benton         | Vereinigte Staaten       | 1978, 1980                 | C            |
| Juan Berenguer       | Panama                   | 1978–1980                  | P            |
| Bruce Berenyi        | Vereinigte Staaten       | 1984–1986                  | SP           |
| Dwight Bernard       | Vereinigte Staaten       | 1978–1979                  | RP           |
| Yogi Berra           | Vereinigte Staaten       | 1965                       | C            |
| Ángel Berroa         | Dominikanische Republik  | 2009                       | SS           |
| Jim Bethke           | Vereinigte Staaten       | 1965                       | RP           |
| Steve Bieser         | Vereinigte Staaten       | 1997                       | OF           |
| Mike Birkbeck        | Vereinigte Staaten       | 1992, 1995                 | SP           |
| Mike Bishop          | Vereinigte Staaten       | 1983                       | C            |
| Willie Blair         | Vereinigte Staaten       | 1998                       | RP           |
| Henry Blanco         | Venezuela                | 2010                       | C            |
| Terry Blocker        | Vereinigte Staaten       | 1985                       | OF           |
| Bruce Bochy          | Frankreich               | 1982                       | C            |
| Tim Bogar            | Vereinigte Staaten       | 1993–1996                  | IF           |
| Brian Bohanon        | Vereinigte Staaten       | 1997–1998                  | P            |
| Bruce Boisclair      | Vereinigte Staaten       | 1974, 1976–1979            | OF           |
| Dan Boitano          | Vereinigte Staaten       | 1981                       | RP           |
| Mark Bomback         | Vereinigte Staaten       | 1980                       | SP           |
| Bobby Bonilla        | Vereinigte Staaten       | 1992–1995, 1999            | OF, 3B       |
| Mike Bordick         | Vereinigte Staaten       | 2000                       | SS           |
| Toby Borland         | Vereinigte Staaten       | 1997                       | RP           |
| Don Bosch            | Vereinigte Staaten       | 1967–1968                  | OF           |
| Daryl Boston         | Vereinigte Staaten       | 1990–1992                  | OF           |
| Ken Boswell          | Vereinigte Staaten       | 1967–1974                  | 2B           |
| Ricky Bottalico      | Vereinigte Staaten       | 2004                       | RP           |
| Ed Bouchee           | Vereinigte Staaten       | 1962                       | 1B           |
| Larry Bowa           | Vereinigte Staaten       | 1985                       | SS, 2B       |
| Ken Boyer            | Vereinigte Staaten       | 1966–1967                  | 3B           |
| Chad Bradford        | Vereinigte Staaten       | 2006                       | RP           |
| Mark Bradley         | Vereinigte Staaten       | 1983                       | OF           |
| Darren Bragg         | Vereinigte Staaten       | 2001                       | OF           |
| Craig Brazell        | Vereinigte Staaten       | 2004                       | 1B           |
| Eddie Bressoud       | Vereinigte Staaten       | 1966                       | SS, 3B       |
| Lance Broadway       | Vereinigte Staaten       | 2009                       | P            |
| Rico Brogna          | Vereinigte Staaten       | 1994–1996                  | 1B           |
| Hubie Brooks         | Vereinigte Staaten       | 1980–1984, 1991            | 3B, OF       |
| Terry Bross          | Vereinigte Staaten       | 1991                       | RP           |
| Kevin D. Brown       | Vereinigte Staaten       | 1990                       | RP           |
| Emil Brown           | Vereinigte Staaten       | 2009                       | OF           |
| Leon Brown           | Vereinigte Staaten       | 1976                       | OF           |
| Mike Bruhert         | Vereinigte Staaten       | 1978                       | SP           |
| Brian Buchanan       | Vereinigte Staaten       | 2004                       | 1B           |
| Jerry Buchek         | Vereinigte Staaten       | 1967–1968                  | 2B, 3B       |
| Damon Buford         | Vereinigte Staaten       | 1995                       | OF           |
| Ambiorix Burgos      | Dominikanische Republik  | 2007                       | RP           |
| Tim Burke            | Vereinigte Staaten       | 1991–1992                  | RP           |
| Jeromy Burnitz       | Vereinigte Staaten       | 1993–1994, 2002–2003       | OF           |
| Larry Burright       | Vereinigte Staaten       | 1963–1964                  | SS, 2B       |
| Ray Burris           | Vereinigte Staaten       | 1979–1980                  | SP           |
| Brett Butler         | Vereinigte Staaten       | 1995                       | OF           |
| Paul Byrd            | Vereinigte Staaten       | 1995–1996                  | RP           |
| Miguel Cairo         | Venezuela                | 2005                       | 2B           |
| Mike Cameron         | Vereinigte Staaten       | 2004–2005                  | OF           |
| Eric Cammack         | Vereinigte Staaten       | 2000                       | RP           |
| Robinson Cancel      | Puerto Rico              | 2008–2009                  | C            |
| John Candelaria      | Vereinigte Staaten       | 1987                       | SP           |
| John Cangelosi       | Vereinigte Staaten       | 1994                       | OF           |
| Chris Cannizzaro     | Vereinigte Staaten       | 1962–1965                  | C            |
| Buzz Capra           | Vereinigte Staaten       | 1971–1973                  | RP           |
| José Cardenal        | Kuba                     | 1979–1980                  | OF, 1B       |
| Don Cardwell         | Vereinigte Staaten       | 1967–1970                  | SP           |
| Duke Carmel          | Vereinigte Staaten       | 1963                       | OF, 1B       |
| Chuck Carr           | Vereinigte Staaten       | 1990–1991                  | OF           |
| Mark Carreon         | Vereinigte Staaten       | 1987–1991                  | OF           |
| Chris Carter         | Vereinigte Staaten       | 2010                       | OF           |
| Gary Carter          | Vereinigte Staaten       | 1985–1989                  | C            |
| Raul Casanova        | Puerto Rico              | 2008                       | C            |
| Alberto Castillo     | Dominikanische Republik  | 1995–1998                  | C            |
| Juan F. Castillo     | Venezuela                | 1994                       | SP           |
| Luis Castillo        | Dominikanische Republik  | 2007–2010                  | 2B           |
| Tony Castillo        | Venezuela                | 1991                       | RP           |
| Ramón Castro         | Puerto Rico              | 2005–2009                  | C            |
| Frank Catalanotto    | Vereinigte Staaten       | 2010                       | PH           |
| Roger Cedeño         | Venezuela                | 1999, 2002–2003            | OF           |
| Jaime Cerda          | Vereinigte Staaten       | 2002–2003                  | RP           |
| Rick Cerone          | Vereinigte Staaten       | 1991                       | C            |
| Elio Chacón          | Venezuela                | 1962                       | SS           |
| Dean Chance          | Vereinigte Staaten       | 1970                       | RP           |
| Kelvin Chapman       | Vereinigte Staaten       | 1979, 1984–1985            | 2B           |
| Ed Charles           | Vereinigte Staaten       | 1967–1969                  | 3B           |
| Endy Chávez          | Venezuela                | 2006–2008                  | OF           |
| Bruce Chen           | Panama                   | 2001–2002                  | SP           |
| Rich Chiles          | Vereinigte Staaten       | 1973                       | OF           |
| Harry Chiti          | Vereinigte Staaten       | 1962                       | C            |
| John Christensen     | Vereinigte Staaten       | 1984–1985                  | OF           |
| McKay Christensen    | Vereinigte Staaten       | 2002                       | OF           |
| Joe Christopher      | Vereinigte Staaten       | 1962–1965                  | OF           |
| Ryan Church          | Vereinigte Staaten       | 2008–2009                  | OF           |
| Galen Cisco          | Vereinigte Staaten       | 1962–1965                  | P            |
| Brady Clark          | Vereinigte Staaten       | 2002, 2008                 | OF           |
| Mark William Clark   | Vereinigte Staaten       | 1996–1997                  | SP           |
| Tony Clark           | Vereinigte Staaten       | 2003                       | 1B           |
| Donn Clendenon       | Vereinigte Staaten       | 1969–1971                  | 1B           |
| Gene Clines          | Vereinigte Staaten       | 1975                       | OF           |
| Brad Clontz          | Vereinigte Staaten       | 1998                       | RP           |
| Choo Choo Coleman    | Vereinigte Staaten       | 1962–1963, 1966            | C            |
| Vince Coleman        | Vereinigte Staaten       | 1991–1993                  | OF           |
| Willie Collazo       | Puerto Rico              | 2007                       | RP           |
| Kevin Collins        | Vereinigte Staaten       | 1965, 1967–1969            | 3B           |
| David Cone           | Vereinigte Staaten       | 1987–1992, 2003            | SP           |
| Jeff Conine          | Vereinigte Staaten       | 2007                       | OF           |
| Billy Connors        | Vereinigte Staaten       | 1967–1968                  | RP           |
| Cliff Cook           | Vereinigte Staaten       | 1962–1963                  | OF, 3B       |
| Dennis Cook          | Vereinigte Staaten       | 1998–2001                  | RP           |
| Alex Cora            | Puerto Rico              | 2009–2010                  | 2B, SS       |
| Tim Corcoran         | Vereinigte Staaten       | 1986                       | 1B           |
| Mark Corey           | Vereinigte Staaten       | 2001–2002                  | RP           |
| Mardie Cornejo       | Vereinigte Staaten       | 1978                       | RP           |
| Reid Cornelius       | Vereinigte Staaten       | 1995                       | SP           |
| Billy Cowan          | Vereinigte Staaten       | 1965                       | OF           |
| Roger Craig          | Vereinigte Staaten       | 1962–1963                  | SP           |
| Jerry Cram           | Vereinigte Staaten       | 1974–1975                  | RP           |
| Joe Crawford         | Vereinigte Staaten       | 1997                       | RP           |
| Mike Cubbage         | Vereinigte Staaten       | 1981                       | 3B           |
| Jeff D’Amico         | Vereinigte Staaten       | 2002                       | SP           |
| Vic Darensbourg      | Vereinigte Staaten       | 2004                       | RP           |
| Ron Darling          | Vereinigte Staaten       | 1983–1991                  | SP           |
| Brian Daubach        | Vereinigte Staaten       | 2005                       | 1B           |
| Ray Daviault         | Kanada                   | 1962                       | RP           |
| Ike Davis            | Vereinigte Staaten       | 2010                       | 1B           |
| Kane Davis           | Vereinigte Staaten       | 2002                       | RP           |
| Tommy Davis          | Vereinigte Staaten       | 1967                       | OF           |
| Mike DeJean          | Vereinigte Staaten       | 2004–2005                  | RP           |
| Carlos Delgado       | Puerto Rico              | 2006–2009                  | 1B           |
| Wilson Delgado       | Dominikanische Republik  | 2004                       | SS           |
| John DeMerit         | Vereinigte Staaten       | 1962                       | OF           |
| Bill Denehy          | Vereinigte Staaten       | 1967                       | P            |
| Joe DePastino        | Vereinigte Staaten       | 2003                       | C            |
| Elmer Dessens        | Mexiko                   | 2009–2010                  | RP           |
| Mark Dewey           | Vereinigte Staaten       | 1992                       | RP           |
| Carlos Diaz          | Vereinigte Staaten       | 1982–1983                  | RP           |
| Mario Díaz           | Puerto Rico              | 1990                       | SS           |
| Víctor Díaz          | Dominikanische Republik  | 2004–2006                  | RF           |
| R. A. Dickey         | Vereinigte Staaten       | 2010                       | SP           |
| Mike DiFelice        | Vereinigte Staaten       | 2005–2007                  | C            |
| Jack DiLauro         | Vereinigte Staaten       | 1969                       | RP           |
| Steve Dillon         | Vereinigte Staaten       | 1963–1964                  | RP           |
| Jerry Dipoto         | Vereinigte Staaten       | 1995–1996                  | RP           |
| Chris Donnels        | Vereinigte Staaten       | 1991–1992                  | 3B, 1B, 2B   |
| Octavio Dotel        | Dominikanische Republik  | 1999                       | SP           |
| D. J. Dozier         | Vereinigte Staaten       | 1992                       | OF           |
| Sammy Drake          | Vereinigte Staaten       | 1962                       | 2B, 3B       |
| Mike Draper          | Vereinigte Staaten       | 1993                       | RP           |
| Lucas Duda           | Vereinigte Staaten       | 2010                       | OF           |
| Jeff Duncan          | Vereinigte Staaten       | 2003–2004                  | CF           |
| Shawon Dunston       | Vereinigte Staaten       | 1999                       | OF           |
| Jim Dwyer            | Vereinigte Staaten       | 1976                       | OF           |
| Duffy Dyer           | Vereinigte Staaten       | 1968–1974                  | C            |
| Lenny Dykstra        | Vereinigte Staaten       | 1985–1989                  | OF           |
| Damion Easley        | Vereinigte Staaten       | 2007–2008                  | 2B OF        |
| Tom Edens            | Vereinigte Staaten       | 1987                       | SP           |
| Dave Eilers          | Vereinigte Staaten       | 1965–1966                  | RP           |
| Larry Elliot         | Vereinigte Staaten       | 1964, 1966                 | OF           |
| Dock Ellis           | Vereinigte Staaten       | 1979                       | SP           |
| Kevin Elster         | Vereinigte Staaten       | 1986–1992                  | SS           |
| Scott Erickson       | Vereinigte Staaten       | 2004                       | SP           |
| Alex Escobar         | Venezuela                | 2001                       | OF           |
| Nino Espinosa        | Dominikanische Republik  | 1974–1978                  | SP           |
| Álvaro Espinoza      | Venezuela                | 1996                       | 3B           |
| Shawn Estes          | Vereinigte Staaten       | 2002                       | SP           |
| Chuck Estrada        | Vereinigte Staaten       | 1967                       | RP           |
| Frank Estrada        | Mexiko                   | 1971                       | C            |
| Nick Evans           | Vereinigte Staaten       | 2008–2010                  | OF           |
| Carl Everett         | Vereinigte Staaten       | 1995–1997                  | OF           |
| Jorge Fábregas       | Vereinigte Staaten       | 1998                       | C            |
| Pete Falcone         | Vereinigte Staaten       | 1979–1982                  | P            |
| Jesús Feliciano      | Puerto Rico              | 2010                       | OF           |
| Pedro Feliciano      | Puerto Rico              | 2002–2004 2006–2010        | RP           |
| Chico Fernandez      | Kuba                     | 1963                       | SS           |
| Sid Fernandez        | Vereinigte Staaten       | 1984–1993                  | SP           |
| Tony Fernández       | Dominikanische Republik  | 1993                       | SS           |
| Sergio Ferrer        | Puerto Rico              | 1978–1979                  | SS, 3B       |
| Nelson Figueroa      | Vereinigte Staaten       | 2008–2009                  | P            |
| Tom Filer            | Vereinigte Staaten       | 1992                       | RP           |
| Jack Fisher          | Vereinigte Staaten       | 1964–1967                  | SP           |
| Mike Fitzgerald      | Vereinigte Staaten       | 1983–1984                  | C            |
| Shaun Fitzmaurice    | Vereinigte Staaten       | 1966                       | OF           |
| Don Florence         | Vereinigte Staaten       | 1995                       | RP           |
| Gil Flores           | Puerto Rico              | 1978–1979                  | OF           |
| Cliff Floyd          | Vereinigte Staaten       | 2003–2006                  | LF           |
| Doug Flynn           | Vereinigte Staaten       | 1977–1981                  | 2B, SS       |
| Tim Foli             | Vereinigte Staaten       | 1970–1971, 1978–1979       | SS, 2B, 3B   |
| Rich Folkers         | Vereinigte Staaten       | 1970                       | RP           |
| Brook Fordyce        | Vereinigte Staaten       | 1995                       | PH           |
| Bartolomé Fortunato  | Dominikanische Republik  | 2004, 2006                 | RP           |
| Larry Foss           | Vereinigte Staaten       | 1962                       | RP           |
| Casey Fossum         | Vereinigte Staaten       | 2009                       | P            |
| George Foster        | Vereinigte Staaten       | 1982–1986                  | OF           |
| Leo Foster           | Vereinigte Staaten       | 1976–1977                  | IF           |
| Joe Foy              | Vereinigte Staaten       | 1970                       | 3B           |
| John Franco          | Vereinigte Staaten       | 1990–2001, 2003–2004       | RP           |
| Julio Franco         | Dominikanische Republik  | 2006–2007                  | 1B           |
| Matt Franco          | Vereinigte Staaten       | 1996–2000                  | 3B, 1B, LF   |
| Jeff Francoeur       | Vereinigte Staaten       | 2009–2010                  | RF           |
| Jim Fregosi          | Vereinigte Staaten       | 1972–1973                  | 3B           |
| Bob Friend           | Vereinigte Staaten       | 1966                       | P            |
| Danny Frisella       | Vereinigte Staaten       | 1967–1972                  | RP           |
| Mike Fyhrie          | Vereinigte Staaten       | 1996                       | RP           |
| Brent Gaff           | Vereinigte Staaten       | 1982–1984                  | RP           |
| Bob Gallagher        | Vereinigte Staaten       | 1975                       | OF           |
| Dave Gallagher       | Vereinigte Staaten       | 1992–1993                  | OF           |
| Danny Garcia         | Vereinigte Staaten       | 2003–2004                  | 2B           |
| Karim García         | Mexiko                   | 2004                       | RF           |
| Ron Gardenhire       | Deutschland              | 1981–1985                  | SS           |
| Jeff Gardner         | Vereinigte Staaten       | 1991                       | SS, 2B       |
| Rob Gardner          | Vereinigte Staaten       | 1965–1966                  | P            |
| Wes Gardner          | Vereinigte Staaten       | 1984–1985                  | RP           |
| Wayne Garrett        | Vereinigte Staaten       | 1969–1976                  | 3B, 2B       |
| Rod Gaspar           | Vereinigte Staaten       | 1969–1970                  | OF           |
| Dillon Gee           | Vereinigte Staaten       | 2010                       | SP           |
| Gary Gentry          | Vereinigte Staaten       | 1969–1972                  | SP           |
| John Gibbons         | Vereinigte Staaten       | 1984, 1986                 | C            |
| Bob L. Gibson        | Vereinigte Staaten       | 1987                       | RP           |
| Paul Gibson          | Vereinigte Staaten       | 1992–1993                  | RP           |
| Shawn Gilbert        | Vereinigte Staaten       | 1997–1998                  | IF           |
| Brian J. Giles       | Vereinigte Staaten       | 1981–1983                  | 2B           |
| Bernard Gilkey       | Vereinigte Staaten       | 1996–1998                  | LF           |
| Joe Ginsberg         | Vereinigte Staaten       | 1962                       | C            |
| Matt Ginter          | Vereinigte Staaten       | 2004                       | SP           |
| Mike Glavine         | Vereinigte Staaten       | 2003                       | 1B           |
| Tom Glavine          | Vereinigte Staaten       | 2003–2007                  | SP           |
| Ed Glynn             | Vereinigte Staaten       | 1979–1980                  | RP           |
| Carlos Gomez         | Dominikanische Republik  | 2007                       | OF           |
| Jesse Gonder         | Vereinigte Staaten       | 1963–1965                  | C            |
| Dicky Gonzalez       | Puerto Rico              | 2001                       | P            |
| Geremi González      | Venezuela                | 2006                       | SP           |
| Raul Gonzalez        | Puerto Rico              | 2002–2003                  | OF           |
| Dwight Gooden        | Vereinigte Staaten       | 1984–1994                  | SP           |
| Greg Goossen         | Vereinigte Staaten       | 1965–1968                  | C, 1B        |
| Tom Gorman           | Vereinigte Staaten       | 1982–1985                  | RP           |
| Jim Gosger           | Vereinigte Staaten       | 1969, 1973–1974            | OF           |
| Rubén Gotay          | Puerto Rico              | 2007                       | 2B           |
| Mauro Gozzo          | Vereinigte Staaten       | 1993–1994                  | RP           |
| Bill Graham          | Vereinigte Staaten       | 1967                       | P            |
| Wayne Graham         | Vereinigte Staaten       | 1964                       | 3B           |
| Danny Graves         | Vietnam                  | 2005                       | RP           |
| Andy Green           | Vereinigte Staaten       | 2009                       | RP           |
| Dallas Green         | Vereinigte Staaten       | 1966                       | RP           |
| Sean Green           | Vereinigte Staaten       | 2009–2010                  | RP           |
| Shawn Green          | Vereinigte Staaten       | 2006–2007                  | OF           |
| Pumpsie Green        | Vereinigte Staaten       | 1963                       | 3B           |
| Charlie Greene       | Vereinigte Staaten       | 1996                       | C            |
| Kenny Greer          | Vereinigte Staaten       | 1993                       | RP           |
| Tom Grieve           | Vereinigte Staaten       | 1978                       | OF           |
| Jeremy Griffiths     | Vereinigte Staaten       | 2003                       | P            |
| Jerry Grote          | Vereinigte Staaten       | 1966–1977                  | C            |
| Joe Grzenda          | Vereinigte Staaten       | 1967                       | RP           |
| Lee Guetterman       | Vereinigte Staaten       | 1992                       | RP           |
| Eric Gunderson       | Vereinigte Staaten       | 1994–1995                  | RP           |
| Mark Guthrie         | Vereinigte Staaten       | 2002                       | RP           |
| Ricky Gutiérrez      | Vereinigte Staaten       | 2004                       | 2B           |
| Don Hahn             | Vereinigte Staaten       | 1971–1974                  | OF           |
| Tom Hall             | Vereinigte Staaten       | 1975–1976                  | RP           |
| Shane Halter         | Vereinigte Staaten       | 1999                       | OF, SS       |
| Darryl Hamilton      | Vereinigte Staaten       | 1999–2001                  | OF           |
| Jack Hamilton        | Vereinigte Staaten       | 1966–1967                  | RP           |
| Ike Hampton          | Vereinigte Staaten       | 1974                       | C            |
| Mike Hampton         | Vereinigte Staaten       | 2000                       | SP           |
| Tim Hamulack         | Vereinigte Staaten       | 2005                       | RP           |
| Todd Haney           | Vereinigte Staaten       | 1998                       | LF, 2B       |
| Jason Hardtke        | Vereinigte Staaten       | 1996–1997                  | 2B           |
| Shawn Hare           | Vereinigte Staaten       | 1994                       | OF           |
| Tim Harkness         | Vereinigte Staaten       | 1963–1964                  | 1B           |
| Pete Harnisch        | Vereinigte Staaten       | 1995–1997                  | SP           |
| Bud Harrelson        | Vereinigte Staaten       | 1965–1977                  | SS           |
| Greg A. Harris       | Vereinigte Staaten       | 1981                       | SP           |
| Lenny Harris         | Vereinigte Staaten       | 1998, 2000–2001            | OF, 3B       |
| Greg Harts           | Vereinigte Staaten       | 1973                       | PH           |
| Andy Hassler         | Vereinigte Staaten       | 1979                       | P            |
| Tom Hausman          | Vereinigte Staaten       | 1978–1982                  | P            |
| Ed Hearn             | Vereinigte Staaten       | 1986                       | C            |
| Richie Hebner        | Vereinigte Staaten       | 1979                       | 3B           |
| Danny Heep           | Vereinigte Staaten       | 1983–1986                  | OF           |
| Jack Heidemann       | Vereinigte Staaten       | 1975–1976                  | SS           |
| Aaron Heilman        | Vereinigte Staaten       | 2003–2008                  | P            |
| Bob Heise            | Vereinigte Staaten       | 1967–1969                  | 2B, SS       |
| Ken Henderson        | Vereinigte Staaten       | 1978                       | OF           |
| Rickey Henderson     | Vereinigte Staaten       | 1999–2000                  | LF           |
| Steve Henderson      | Vereinigte Staaten       | 1977–1980                  | OF           |
| Bob Hendley          | Vereinigte Staaten       | 1967                       | SP           |
| Phil Hennigan        | Vereinigte Staaten       | 1973                       | RP           |
| Doug Henry           | Vereinigte Staaten       | 1995–1996                  | RP           |
| Bill Hepler          | Vereinigte Staaten       | 1966                       | RP           |
| Ron Herbel           | Vereinigte Staaten       | 1970                       | RP           |
| Félix Heredia        | Dominikanische Republik  | 2005                       | RP           |
| Anderson Hernández   | Dominikanische Republik  | 2005–2007                  | 2B, SS       |
| Keith Hernandez      | Vereinigte Staaten       | 1983–1989                  | 1B           |
| Livan Hernandez      | Kuba                     | 2009                       | SP           |
| Luis Hernández       | Venezuela                | 2010                       | IF           |
| Manny Hernandez      | Vereinigte Staaten       | 1989                       | RP           |
| Orlando Hernández    | Kuba                     | 2006–2007                  | SP           |
| Roberto Hernández    | Puerto Rico              | 2005, 2006                 | RP           |
| Tom Herr             | Vereinigte Staaten       | 1990–1991                  | 2B           |
| Rick Herrscher       | Vereinigte Staaten       | 1962                       | IF           |
| Orel Hershiser       | Vereinigte Staaten       | 1999                       | SP           |
| Mike Hessman         | Vereinigte Staaten       | 2010                       | PH, IF       |
| Jim Hickman          | Vereinigte Staaten       | 1962–1966                  | OF, 3B, 1B   |
| Joe Hicks            | Vereinigte Staaten       | 1963                       | OF           |
| Richard Hidalgo      | Venezuela                | 2004                       | RF           |
| Joe Hietpas          | Vereinigte Staaten       | 2004                       | C            |
| Chuck Hiller         | Vereinigte Staaten       | 1965–1967                  | 2B           |
| Dave Hillman         | Vereinigte Staaten       | 1962                       | RP           |
| Eric Hillman         | Vereinigte Staaten       | 1992–1994                  | SP           |
| Brett Hinchliffe     | Vereinigte Staaten       | 2001                       | SP           |
| Jerry Hinsley        | Vereinigte Staaten       | 1964, 1967                 | RP           |
| Gil Hodges           | Vereinigte Staaten       | 1962–1963                  | 1B           |
| Ron Hodges           | Vereinigte Staaten       | 1973–1984                  | C            |
| Scott Holman         | Vereinigte Staaten       | 1980, 1982–1983            | P            |
| Jay Hook             | Vereinigte Staaten       | 1962–1964                  | P            |
| Wayne Housie         | Vereinigte Staaten       | 1993                       | OF           |
| Mike Howard          | Vereinigte Staaten       | 1981–1983                  | OF           |
| Pat Howell           | Vereinigte Staaten       | 1992                       | OF           |
| John Hudek           | Vereinigte Staaten       | 1998                       | RP           |
| Jesse Hudson         | Vereinigte Staaten       | 1969                       | RP           |
| Keith Hughes         | Vereinigte Staaten       | 1990                       | OF           |
| Philip Humber        | Vereinigte Staaten       | 2006–2007                  | RP           |
| Todd Hundley         | Vereinigte Staaten       | 1990–1998                  | C            |
| Ron Hunt             | Vereinigte Staaten       | 1963–1966                  | 2B           |
| Willard Hunter       | Vereinigte Staaten       | 1962, 1964                 | RP           |
| Clint Hurdle         | Vereinigte Staaten       | 1983, 1985, 1987           | C, OF, 3B    |
| Jonathan Hurst       | Vereinigte Staaten       | 1994                       | RP           |
| Butch Huskey         | Vereinigte Staaten       | 1993, 1995–1998            | OF, 1B, 3B   |
| Ryota Igarashi       | Japan                    | 2010                       | RP           |
| Jeff Innis           | Vereinigte Staaten       | 1987–1993                  | RP           |
| Kazuhisa Ishii       | Japan                    | 2005                       | SP           |
| Jason Isringhausen   | Vereinigte Staaten       | 1995–1997, 1999            | SP           |
| Al Jackson           | Vereinigte Staaten       | 1962–1965, 1968–1969       | SP           |
| Darrin Jackson       | Vereinigte Staaten       | 1993                       | OF           |
| Roy Lee Jackson      | Vereinigte Staaten       | 1977–1980                  | P            |
| Mike Jacobs          | Vereinigte Staaten       | 2005, 2010                 | 1B           |
| Jason Jacome         | Vereinigte Staaten       | 1994–1995                  | SP           |
| Gregg Jefferies      | Vereinigte Staaten       | 1987–1991                  | 2B, 3B       |
| Stanley Jefferson    | Vereinigte Staaten       | 1986                       | OF           |
| Chris Jelic          | Vereinigte Staaten       | 1990                       | OF           |
| Ben Johnson          | Vereinigte Staaten       | 2007                       | OF           |
| Bob D. Johnson       | Vereinigte Staaten       | 1969                       | RP           |
| Bob W. Johnson       | Vereinigte Staaten       | 1967                       | IF           |
| Howard Johnson       | Vereinigte Staaten       | 1985–1993                  | 3B, SS, OF   |
| Lance Johnson        | Vereinigte Staaten       | 1996–1997                  | CF           |
| Mark P. Johnson      | Vereinigte Staaten       | 2000–2002                  | 1B, OF       |
| Barry Jones          | Vereinigte Staaten       | 1992                       | RP           |
| Bobby J. Jones       | Vereinigte Staaten       | 1993–2000                  | SP           |
| Bobby M. Jones       | Vereinigte Staaten       | 2000, 2002                 | RP           |
| Chris C. Jones       | Vereinigte Staaten       | 1995–1996                  | OF           |
| Cleon Jones          | Vereinigte Staaten       | 1963, 1965–1975            | OF           |
| Randy Jones          | Vereinigte Staaten       | 1981–1982                  | SP           |
| Ross Jones           | Vereinigte Staaten       | 1984                       | SS           |
| Sherman Jones        | Vereinigte Staaten       | 1962                       | P            |
| Ricardo Jordan       | Vereinigte Staaten       | 1997                       | RP           |
| Mike Jorgensen       | Vereinigte Staaten       | 1968, 1970–1971, 1980–1983 | 1B, OF       |
| Jorge Julio          | Venezuela                | 2006                       | RP           |
| Jeff Kaiser          | Vereinigte Staaten       | 1993                       | RP           |
| Rod Kanehl           | Vereinigte Staaten       | 1962–1964                  | 2B, OF, 3B   |
| Takashi Kashiwada    | Japan                    | 1997                       | RP           |
| Jeff Kent            | Vereinigte Staaten       | 1992–1996                  | 2B, 3B       |
| Jeff Keppinger       | Vereinigte Staaten       | 2004                       | 2B           |
| Dave Kingman         | Vereinigte Staaten       | 1975–1977, 1981–1983       | 1B, OF       |
| Mike Kinkade         | Vereinigte Staaten       | 1998–2000                  | OF           |
| Wayne Kirby          | Vereinigte Staaten       | 1998                       | OF           |
| Bobby Klaus          | Vereinigte Staaten       | 1964–1965                  | IF           |
| Jay Kleven           | Vereinigte Staaten       | 1976                       | C            |
| Lou Klimchock        | Vereinigte Staaten       | 1966                       | PH           |
| Brandon Knight       | Vereinigte Staaten       | 2008                       | SP           |
| Ray Knight           | Vereinigte Staaten       | 1984–1986                  | 3B           |
| Kevin Kobel          | Vereinigte Staaten       | 1978–1980                  | P            |
| Gary Kolb            | Vereinigte Staaten       | 1965                       | OF           |
| Satoru Komiyama      | Japan                    | 2002                       | RP           |
| Dae-sung Koo         | Korea Sud                | 2005                       | RP           |
| Cal Koonce           | Vereinigte Staaten       | 1967–1970                  | RP           |
| Jerry Koosman        | Vereinigte Staaten       | 1967–1978                  | SP           |
| Ed Kranepool         | Vereinigte Staaten       | 1962–1979                  | 1B, OF       |
| Gary Kroll           | Vereinigte Staaten       | 1964–1965                  | P            |
| Eddie Kunz           | Vereinigte Staaten       | 2008                       | RP           |
| Clem Labine          | Vereinigte Staaten       | 1962                       | RP           |
| Jack Lamabe          | Vereinigte Staaten       | 1967                       | RP           |
| David Lamb           | Vereinigte Staaten       | 2000                       | IF           |
| Hobie Landrith       | Vereinigte Staaten       | 1962                       | C            |
| Ced Landrum          | Vereinigte Staaten       | 1993                       | OF           |
| Frank Lary           | Vereinigte Staaten       | 1964–1965                  | P            |
| Bill Latham          | Vereinigte Staaten       | 1985                       | P            |
| Brian Lawrence       | Vereinigte Staaten       | 2007                       | SP           |
| Matt Lawton          | Vereinigte Staaten       | 2001                       | RF           |
| Terry Leach          | Vereinigte Staaten       | 1981–1982, 1985–1989       | RP           |
| Tim Leary            | Vereinigte Staaten       | 1981, 1983–1984            | P            |
| Ricky Ledee          | Puerto Rico              | 2006–2007                  | OF           |
| Aaron Ledesma        | Vereinigte Staaten       | 1995                       | 3B           |
| Al Leiter            | Vereinigte Staaten       | 1998–2004                  | SP           |
| Johnny Lewis         | Vereinigte Staaten       | 1965–1967                  | OF           |
| Dave Liddell         | Vereinigte Staaten       | 1990                       | C            |
| Cory Lidle           | Vereinigte Staaten       | 1997                       | RP           |
| José Lima            | Dominikanische Republik  | 2006                       | SP           |
| Jim Lindeman         | Vereinigte Staaten       | 1994                       | OF           |
| Doug Linton          | Vereinigte Staaten       | 1994                       | RP           |
| Phil Linz            | Vereinigte Staaten       | 1967–1978                  | 2B           |
| Mark Little          | Vereinigte Staaten       | 2002                       | RF           |
| Graeme Lloyd         | Australien               | 2003                       | RP           |
| Ron Locke            | Vereinigte Staaten       | 1964                       | RP           |
| Skip Lockwood        | Vereinigte Staaten       | 1975–1979                  | RP           |
| Paul Lo Duca         | Vereinigte Staaten       | 2006–2007                  | C            |
| Mickey Lolich        | Vereinigte Staaten       | 1976                       | SP           |
| Phil Lombardi        | Vereinigte Staaten       | 1989                       | C            |
| Kevin Lomon          | Vereinigte Staaten       | 1995                       | RP           |
| Terrence Long        | Vereinigte Staaten       | 1999                       | PH           |
| Braden Looper        | Vereinigte Staaten       | 2004–2005                  | RP           |
| Luis M. Lopez        | Puerto Rico              | 1997–1999                  | SS, 2B, 3B   |
| Al Luplow            | Vereinigte Staaten       | 1966–1967                  | OF           |
| Ed Lynch             | Vereinigte Staaten       | 1980–1986                  | SP           |
| Barry Lyons          | Vereinigte Staaten       | 1986–1990                  | C            |
| Bob MacDonald        | Vereinigte Staaten       | 1996                       | RP           |
| Julio Machado        | Venezuela                | 1989–1990                  | RP           |
| Ken Mackenzie        | Kanada                   | 1962–1963                  | RP           |
| Elliott Maddox       | Vereinigte Staaten       | 1978–1980                  | 3B, OF       |
| Mike Maddux          | Vereinigte Staaten       | 1993–1994                  | RP           |
| Dave Magadan         | Vereinigte Staaten       | 1986–1992                  | 1B, 3B       |
| Pat Mahomes          | Vereinigte Staaten       | 1999–2000                  | RP           |
| John Maine           | Vereinigte Staaten       | 2006–2010                  | SP           |
| Pepe Mangual         | Puerto Rico              | 1976–1977                  | OF           |
| Phil Mankowski       | Vereinigte Staaten       | 1980, 1982                 | 3B           |
| Jim Mann             | Vereinigte Staaten       | 2000                       | RP           |
| Félix Mantilla       | Puerto Rico              | 1962                       | 3B, SS       |
| Barry Manuel         | Vereinigte Staaten       | 1997                       | RP           |
| Josias Manzanillo    | Dominikanische Republik  | 1993–1995, 1999            | RP           |
| Eli Marrero          | Kuba                     | 2006                       | OF           |
| Dave Marshall        | Vereinigte Staaten       | 1970–1972                  | OF           |
| Jim Marshall         | Vereinigte Staaten       | 1962                       | 1B           |
| Mike A. Marshall     | Vereinigte Staaten       | 1990                       | 1B           |
| Mike G. Marshall     | Vereinigte Staaten       | 1981                       | RP           |
| J.C. Martin          | Vereinigte Staaten       | 1968–1969                  | C, 1B        |
| Jerry Martin         | Vereinigte Staaten       | 1984                       | OF           |
| Tom Martin           | Vereinigte Staaten       | 2001                       | RP           |
| Fernando Martínez    | Dominikanische Republik  | 2009–2010                  | OF           |
| Pedro A. Martínez    | Vereinigte Staaten       | 1996                       | RP           |
| Pedro Martínez       | Dominikanische Republik  | 2005–2008                  | SP           |
| Ramon Martinez       | Vereinigte Staaten       | 2008–2009                  | IF           |
| Ted Martinez         | Dominikanische Republik  | 1970–1974                  | SS, 2B, OF   |
| Roger Mason          | Vereinigte Staaten       | 1994                       | RP           |
| Jon Matlack          | Vereinigte Staaten       | 1971–1977                  | SP           |
| Kazuo Matsui         | Japan                    | 2004–2006                  | SS, 2B       |
| Gary Matthews, Jr.   | Vereinigte Staaten       | 2002, 2010                 | OF           |
| Mike Matthews        | Vereinigte Staaten       | 2005                       | RP           |
| Jerry May            | Vereinigte Staaten       | 1973                       | C            |
| Brent Mayne          | Vereinigte Staaten       | 1996                       | C            |
| Willie Mays          | Vereinigte Staaten       | 1972–1973                  | OF, 1B       |
| Lee Mazzilli         | Vereinigte Staaten       | 1976–1981, 1986–1989       | OF, 1B       |
| Jim McAndrew         | Vereinigte Staaten       | 1968–1973                  | P            |
| Bob McClure          | Vereinigte Staaten       | 1988                       | RP           |
| Rodney McCray        | Vereinigte Staaten       | 1992                       | OF           |
| Terry McDaniel       | Vereinigte Staaten       | 1991                       | OF           |
| Roger McDowell       | Vereinigte Staaten       | 1985–1989                  | RP           |
| Chuck McElroy        | Vereinigte Staaten       | 1999                       | RP           |
| Joe McEwing          | Vereinigte Staaten       | 2000–2004                  | OF, IF       |
| Tug McGraw           | Vereinigte Staaten       | 1965–1967, 1969–1974       | RP           |
| Ryan McGuire         | Vereinigte Staaten       | 2000                       | RF           |
| Jeff McKnight        | Vereinigte Staaten       | 1989, 1992–1994            | IF           |
| Greg McMichael       | Vereinigte Staaten       | 1997–1999                  | RP           |
| Roy McMillan         | Vereinigte Staaten       | 1964–1966                  | SS           |
| Brian McRae          | Vereinigte Staaten       | 1997–1999                  | CF           |
| Kevin McReynolds     | Vereinigte Staaten       | 1987–1991, 1994            | OF           |
| Doc Medich           | Vereinigte Staaten       | 1977                       | SP           |
| Jenrry Mejía         | Dominikanische Republik  | 2010                       | SP           |
| Carlos Mendoza       | Venezuela                | 1997                       | OF           |
| Orlando Mercado      | Vereinigte Staaten       | 1990                       | C            |
| Butch Metzger        | Vereinigte Staaten       | 1978                       | RP           |
| Jason Middlebrook    | Vereinigte Staaten       | 2002–2003                  | P            |
| Doug Mientkiewicz    | Vereinigte Staaten       | 2005                       | 1B           |
| Felix Millan         | Puerto Rico              | 1973–1977                  | 2B           |
| Lastings Milledge    | Vereinigte Staaten       | 2006–2007                  | OF           |
| Bob G. Miller        | Vereinigte Staaten       | 1962                       | RP           |
| Bob L. Miller        | Vereinigte Staaten       | 1962, 1973–1974            | P            |
| Dyar Miller          | Vereinigte Staaten       | 1980–1981                  | RP           |
| Keith A. Miller      | Vereinigte Staaten       | 1987–1991                  | 2B, OF       |
| Larry Miller         | Vereinigte Staaten       | 1965–1966                  | RP           |
| Ralph Milliard       | Niederlandische Antillen | 1998                       | 2B           |
| Randy Milligan       | Vereinigte Staaten       | 1987                       | PH           |
| John Milner          | Vereinigte Staaten       | 1971–1977                  | 1B, OF       |
| Blas Minor           | Vereinigte Staaten       | 1995–1996                  | RP           |
| Pat Misch            | Vereinigte Staaten       | 2009–2010                  | P            |
| John Mitchell        | Vereinigte Staaten       | 1986–1989                  | SP           |
| Kevin Mitchell       | Vereinigte Staaten       | 1984, 1986                 | OF, SS, 3B   |
| Vinegar Bend Mizell  | Vereinigte Staaten       | 1962                       | RP           |
| Dave Mlicki          | Vereinigte Staaten       | 1995–1998                  | P            |
| Herb Moford          | Vereinigte Staaten       | 1962                       | RP           |
| Gustavo Molina       | Venezuela                | 2008                       | C            |
| Willie Montañez      | Puerto Rico              | 1978–1979                  | 1B           |
| Joe Moock            | Vereinigte Staaten       | 1967                       | 3B           |
| Tommy Moore          | Vereinigte Staaten       | 1972–1973                  | P            |
| Bob Moorhead         | Vereinigte Staaten       | 1962, 1965                 | RP           |
| Melvin Mora          | Venezuela                | 1999–2000                  | OF, SS       |
| Jerry Morales        | Puerto Rico              | 1980                       | OF           |
| Al Moran             | Vereinigte Staaten       | 1963–1964                  | SS           |
| Jose Moreno          | Dominikanische Republik  | 1980                       | 3B, 2B       |
| Orber Moreno         | Venezuela                | 2003–2004                  | RP           |
| Kevin Morgan         | Vereinigte Staaten       | 1997                       | 3B           |
| Guillermo Mota       | Dominikanische Republik  | 2006–2007                  | RP           |
| Carlos Muñiz         | Vereinigte Staaten       | 2007–2008                  | RP           |
| Billy Murphy         | Vereinigte Staaten       | 1966                       | OF           |
| Daniel Murphy        | Vereinigte Staaten       | 2008–2009                  | 1B, LF       |
| Dale Murray          | Vereinigte Staaten       | 1978–1979                  | RP           |
| Dan Murray           | Vereinigte Staaten       | 1999                       | RP           |
| Eddie Murray         | Vereinigte Staaten       | 1992–1993                  | 1B           |
| Dennis Musgraves     | Vereinigte Staaten       | 1965                       | RP           |
| Jeff Musselman       | Vereinigte Staaten       | 1989–1990                  | RP           |
| Randy Myers          | Vereinigte Staaten       | 1985–1989                  | RP           |
| Bob Myrick           | Vereinigte Staaten       | 1976–1978                  | RP           |
| Xavier Nady          | Vereinigte Staaten       | 2006                       | RF           |
| Danny Napoleon       | Vereinigte Staaten       | 1965–1966                  | OF, 3B       |
| Tito Navarro         | Vereinigte Staaten       | 1993                       | SS           |
| Charlie Neal         | Vereinigte Staaten       | 1962–1963                  | 2B, 3B, SS   |
| David Newhan         | Vereinigte Staaten       | 2007                       | OF           |
| Mike Nickeas         | Kanada                   | 2010                       | C            |
| Randy Niemann        | Vereinigte Staaten       | 1985–1986                  | RP           |
| Jon Niese            | Vereinigte Staaten       | 2008–2010                  | SP           |
| Fernando Nieve       | Venezuela                | 2009–2010                  | SP           |
| C. J. Nitkowski      | Vereinigte Staaten       | 2001                       | RP           |
| Trot Nixon           | Vereinigte Staaten       | 2008                       | OF           |
| Junior Noboa         | Dominikanische Republik  | 1992                       | 2B           |
| Dylan Nolan          | Vereinigte Staaten       | 1994                       | OF           |
| Joe Nolan            | Vereinigte Staaten       | 1972                       | C            |
| Hideo Nomo           | Japan                    | 1998                       | SP           |
| Dan Norman           | Vereinigte Staaten       | 1977–1980                  | OF           |
| Abraham Núñez        | Dominikanische Republik  | 2008                       | IF           |
| Edwin Núñez          | Puerto Rico              | 1988                       | RP           |
| Jon Nunnally         | Vereinigte Staaten       | 2000                       | OF           |
| Charlie O’Brien      | Vereinigte Staaten       | 1990–1993                  | C            |
| Alex Ochoa           | Vereinigte Staaten       | 1995–1997                  | RF           |
| Darren O’Day         | Vereinigte Staaten       | 2009                       | RP           |
| José Offerman        | Dominikanische Republik  | 2005                       | 1B           |
| Bob Ojeda            | Vereinigte Staaten       | 1986–1990                  | SP           |
| John Olerud          | Vereinigte Staaten       | 1997–1999                  | 1B           |
| Darren Oliver        | Vereinigte Staaten       | 2006                       | RP           |
| Tom O’Malley         | Vereinigte Staaten       | 1989–1990                  | 3B           |
| José Oquendo         | Puerto Rico              | 1983–1984                  | SS           |
| Rey Ordóñez          | Kuba                     | 1996–2002                  | SS           |
| Jesse Orosco         | Vereinigte Staaten       | 1979, 1981–1987            | RP           |
| Joe Orsulak          | Vereinigte Staaten       | 1993–1995                  | OF           |
| Junior Ortiz         | Puerto Rico              | 1983–1984                  | C            |
| Brian Ostrosser      | Kanada                   | 1973                       | SS           |
| Ricky Otero          | Puerto Rico              | 1995                       | OF           |
| Amos Otis            | Vereinigte Staaten       | 1967, 1969                 | OF           |
| Henry Owens          | Vereinigte Staaten       | 2006                       | RP           |
| Rick Ownbey          | Vereinigte Staaten       | 1982–1983                  | P            |
| John Pacella         | Vereinigte Staaten       | 1977, 1979–1980            | P            |
| Tom Paciorek         | Vereinigte Staaten       | 1985                       | OF           |
| Juan Padilla         | Puerto Rico              | 2005                       | RP           |
| Angel Pagán          | Puerto Rico              | 2008–2010                  | OF           |
| Craig Paquette       | Vereinigte Staaten       | 1998                       | 3B           |
| Chan–ho Park         | Korea Sud                | 2007                       | SP           |
| Harry Parker         | Vereinigte Staaten       | 1973–1975                  | P            |
| Rick Parker          | Vereinigte Staaten       | 1994                       | OF           |
| Bobby Parnell        | Vereinigte Staaten       | 2008–2010                  | RP           |
| José Parra           | Dominikanische Republik  | 2004                       | RP           |
| Tom Parsons          | Vereinigte Staaten       | 1964–1965                  | P            |
| Jay Payton           | Vereinigte Staaten       | 1998–2002                  | CF           |
| Bill Pecota          | Vereinigte Staaten       | 1992                       | IF           |
| Al Pedrique          | Venezuela                | 1987                       | SS           |
| Mike Pelfrey         | Vereinigte Staaten       | 2006–2010                  | SP           |
| Brock Pemberton      | Vereinigte Staaten       | 1974–1975                  | 1B           |
| Alejandro Peña       | Dominikanische Republik  | 1990–1991                  | RP           |
| Oliver Pérez         | Mexiko                   | 2006–2010                  | SP           |
| Timo Pérez           | Dominikanische Republik  | 2000–2003                  | OF           |
| Yorkis Perez         | Dominikanische Republik  | 1997                       | RP           |
| Robert Person        | Vereinigte Staaten       | 1995–1996                  | P            |
| Roberto Petagine     | Venezuela                | 1996–1997                  | 1B           |
| Bobby Pfeil          | Vereinigte Staaten       | 1969                       | 3B, 2B       |
| Andy Phillips        | Vereinigte Staaten       | 2008                       | LF, 1B       |
| Jason L. Phillips    | Vereinigte Staaten       | 2001–2004                  | C, 1B        |
| Mike Phillips        | Vereinigte Staaten       | 1975–1977                  | SS           |
| Tony Phillips        | Vereinigte Staaten       | 1998                       | OF           |
| Mike Piazza          | Vereinigte Staaten       | 1998–2005                  | C            |
| Jimmy Piersall       | Vereinigte Staaten       | 1963                       | OF           |
| Joe Pignatano        | Vereinigte Staaten       | 1962                       | C            |
| Grover Powell        | Vereinigte Staaten       | 1963                       | RP           |
| Todd Pratt           | Vereinigte Staaten       | 1997–2001                  | C            |
| Rich Puig            | Vereinigte Staaten       | 1974                       | 2B           |
| Charlie Puleo        | Vereinigte Staaten       | 1981–1982                  | P            |
| Bill Pulsipher       | Vereinigte Staaten       | 1995, 1998, 2000           | P            |
| J. J. Putz           | Vereinigte Staaten       | 2009                       | P            |
| Gary Rajsich         | Vereinigte Staaten       | 1982–1983                  | OF, 1B       |
| Mario Ramírez        | Puerto Rico              | 1980                       | IF           |
| Len Randle           | Vereinigte Staaten       | 1977–1978                  | 3B           |
| Willie Randolph      | Vereinigte Staaten       | 1992                       | 2B           |
| Bob Rauch            | Vereinigte Staaten       | 1972                       | RP           |
| Jeff Reardon         | Vereinigte Staaten       | 1979–1981                  | RP           |
| Tim Redding          | Vereinigte Staaten       | 2009                       | P            |
| Prentice Redman      | Vereinigte Staaten       | 2003                       | OF           |
| Darren Reed          | Vereinigte Staaten       | 1990                       | OF           |
| Jeremy Reed          | Vereinigte Staaten       | 2009                       | OF           |
| Rick Reed            | Vereinigte Staaten       | 1997–2001                  | SP           |
| Steve Reed           | Vereinigte Staaten       | 2002                       | RP           |
| Desi Relaford        | Vereinigte Staaten       | 2001                       | 2B, SS, 3B   |
| Mike Remlinger       | Vereinigte Staaten       | 1994–1995                  | P            |
| Hal Reniff           | Vereinigte Staaten       | 1967                       | RP           |
| Argenis Reyes        | Dominikanische Republik  | 2008–2009                  | 2B           |
| José Reyes           | Dominikanische Republik  | 2003–2010                  | SS           |
| Ronn Reynolds        | Vereinigte Staaten       | 1982–1983, 1985            | C            |
| Tommie Reynolds      | Vereinigte Staaten       | 1967                       | OF           |
| Armando Reynoso      | Mexiko                   | 1997–1998                  | SP           |
| Dennis Ribant        | Vereinigte Staaten       | 1964–1966                  | P            |
| Gordie Richardson    | Vereinigte Staaten       | 1965–1966                  | RP           |
| Jerrod Riggan        | Vereinigte Staaten       | 2000–2001                  | RP           |
| Ricardo Rincón       | Mexiko                   | 2008                       | RP           |
| Royce Ring           | Vereinigte Staaten       | 2005–2006                  | RP           |
| Luis A. Rivera       | Puerto Rico              | 1994                       | SS, 2B       |
| Jason Roach          | Vereinigte Staaten       | 2003                       | SP           |
| Kevin Roberson       | Vereinigte Staaten       | 1996                       | RF           |
| Dave A. Roberts      | Vereinigte Staaten       | 1981                       | P            |
| Grant Roberts        | Vereinigte Staaten       | 2000–2004                  | RP           |
| Francisco Rodríguez  | Venezuela                | 2009–2010                  | RP           |
| Rich Rodriguez       | Vereinigte Staaten       | 2000                       | RP           |
| Kenny Rogers         | Vereinigte Staaten       | 1999                       | SP           |
| Les Rohr             | England                  | 1967–1969                  | P            |
| Mel Rojas            | Dominikanische Republik  | 1997–1998                  | RP           |
| Luis Rosado          | Puerto Rico              | 1977, 1980                 | 1B           |
| Brian Rose           | Vereinigte Staaten       | 2001                       | RP           |
| Don Rose             | Vereinigte Staaten       | 1971                       | RP           |
| Don Rowe             | Vereinigte Staaten       | 1963                       | RP           |
| Glendon Rusch        | Vereinigte Staaten       | 1999–2001                  | SP           |
| Dick Rusteck         | Vereinigte Staaten       | 1966                       | P            |
| Nolan Ryan           | Vereinigte Staaten       | 1966, 1968–1971            | P            |
| Bret Saberhagen      | Vereinigte Staaten       | 1992–1995                  | SP           |
| Ray Sadecki          | Vereinigte Staaten       | 1970–1974, 1977            | P            |
| Joe Sambito          | Vereinigte Staaten       | 1985                       | RP           |
| Amado Samuel         | Vereinigte Staaten       | 1964                       | SS, 3B       |
| Juan Samuel          | Dominikanische Republik  | 1989                       | OF           |
| Duaner Sánchez       | Dominikanische Republik  | 2006, 2008                 | RP           |
| Rey Sánchez          | Puerto Rico              | 2003                       | SS           |
| Ken Sanders          | Vereinigte Staaten       | 1975–1976                  | RP           |
| Johan Santana        | Venezuela                | 2008–2010                  | SP           |
| Rafael Santana       | Dominikanische Republik  | 1984–1987                  | SS           |
| José Santiago        | Puerto Rico              | 2005                       | RP           |
| Omir Santos          | Puerto Rico              | 2009                       | C            |
| Mackey Sasser        | Vereinigte Staaten       | 1988–1992                  | C            |
| Doug Saunders        | Vereinigte Staaten       | 1993                       | 2B           |
| Rich Sauveur         | Vereinigte Staaten       | 1991                       | RP           |
| Mac Scarce           | Vereinigte Staaten       | 1975                       | RP           |
| Jimmie Schaffer      | Vereinigte Staaten       | 1965                       | C            |
| Dan Schatzeder       | Vereinigte Staaten       | 1990                       | RP           |
| Calvin Schiraldi     | Vereinigte Staaten       | 1984–1985                  | P            |
| Al Schmelz           | Vereinigte Staaten       | 1967                       | RP           |
| Dave Schneck         | Vereinigte Staaten       | 1972–1974                  | OF           |
| Brian Schneider      | Vereinigte Staaten       | 2008–2009                  | C            |
| Scott Schoeneweis    | Vereinigte Staaten       | 2007–2008                  | RP           |
| Dick Schofield       | Vereinigte Staaten       | 1992                       | SS           |
| Pete Schourek        | Vereinigte Staaten       | 1991–1993                  | P            |
| Ted Schreiber        | Vereinigte Staaten       | 1963                       | 3B, SS       |
| Don Schulze          | Vereinigte Staaten       | 1987                       | SP           |
| Mike Scott           | Vereinigte Staaten       | 1979–1982                  | P            |
| Marco Scutaro        | Venezuela                | 2002–2003                  | 2B           |
| Ray Searage          | Vereinigte Staaten       | 1981                       | RP           |
| Tom Seaver           | Vereinigte Staaten       | 1967–1977, 1983            | SP           |
| David Segui          | Vereinigte Staaten       | 1994–1995                  | 1B, OF       |
| Aaron Sele           | Vereinigte Staaten       | 2007                       | RP           |
| Dick Selma           | Vereinigte Staaten       | 1965–1968                  | P            |
| Frank Seminara       | Vereinigte Staaten       | 1994                       | RP           |
| Jae Weong Seo        | Korea Sud                | 2002–2005                  | SP           |
| Art Shamsky          | Vereinigte Staaten       | 1968–1971                  | OF, 1B       |
| Bob Shaw             | Vereinigte Staaten       | 1966–1967                  | P            |
| Don Shaw             | Vereinigte Staaten       | 1967–1968                  | RP           |
| Gary Sheffield       | Vereinigte Staaten       | 2009                       | OF           |
| Norm Sherry          | Vereinigte Staaten       | 1963                       | C            |
| Tsuyoshi Shinjo      | Japan                    | 2001, 2003                 | OF           |
| Craig Shipley        | Australien               | 1989                       | SS, 3B       |
| Bart Shirley         | Vereinigte Staaten       | 1967                       | 2B           |
| Bill Short           | Vereinigte Staaten       | 1968                       | RP           |
| Paul Siebert         | Vereinigte Staaten       | 1977–1978                  | SP           |
| Doug Simons          | Vereinigte Staaten       | 1991                       | RP           |
| Ken Singleton        | Vereinigte Staaten       | 1970–1971                  | OF           |
| Doug Sisk            | Vereinigte Staaten       | 1982–1987                  | RP           |
| Bobby Gene Smith     | Vereinigte Staaten       | 1962                       | OF           |
| Charley Smith        | Vereinigte Staaten       | 1964–1965                  | 3B, SS       |
| Dick A. Smith        | Vereinigte Staaten       | 1963–1964                  | OF, 1B       |
| Joe Smith            | Vereinigte Staaten       | 2007–2008                  | RP           |
| Pete J. Smith        | Vereinigte Staaten       | 1994                       | SP           |
| Esix Snead           | Vereinigte Staaten       | 2002, 2004                 | OF           |
| Duke Snider          | Vereinigte Staaten       | 1963                       | OF           |
| Alay Soler           | Kuba                     | 2006                       | SP           |
| Jorge Sosa           | Dominikanische Republik  | 2007–2008                  | SP           |
| Warren Spahn         | Vereinigte Staaten       | 1965                       | SP           |
| Tim Spehr            | Vereinigte Staaten       | 1998                       | C            |
| Shane Spencer        | Vereinigte Staaten       | 2004                       | OF           |
| Bill Spiers          | Vereinigte Staaten       | 1995                       | 3B, 2B       |
| Dennis Springer      | Vereinigte Staaten       | 2000                       | SP           |
| Steve Springer       | Vereinigte Staaten       | 1992                       | 2B, 3B       |
| Larry Stahl          | Vereinigte Staaten       | 1967–1968                  | OF           |
| Roy Staiger          | Vereinigte Staaten       | 1975–1977                  | 3B           |
| Tracy Stallard       | Vereinigte Staaten       | 1963–1964                  | SP           |
| Leroy Stanton        | Vereinigte Staaten       | 1970–1971                  | OF           |
| Mike Stanton         | Vereinigte Staaten       | 2003–2004                  | RP           |
| Rusty Staub          | Vereinigte Staaten       | 1972–1975, 1981–1985       | OF, 1B       |
| John Stearns         | Vereinigte Staaten       | 1975–1984                  | C            |
| John Stephenson      | Vereinigte Staaten       | 1964–1966                  | C            |
| Randy Sterling       | Vereinigte Staaten       | 1974                       | P            |
| Kelly Stinnett       | Vereinigte Staaten       | 1994–1995, 2006            | C            |
| Brian Stokes         | Vereinigte Staaten       | 2008–2009                  | SP           |
| George Stone         | Vereinigte Staaten       | 1973–1975                  | SP           |
| Tobi Stoner          | Deutschland              | 2009–2010                  | RP           |
| Pat Strange          | Vereinigte Staaten       | 2002–2003                  | RP           |
| Darryl Strawberry    | Vereinigte Staaten       | 1983–1990                  | OF           |
| Scott Strickland     | Vereinigte Staaten       | 2002–2003                  | RP           |
| John Strohmayer      | Vereinigte Staaten       | 1973–1974                  | RP           |
| Brent Strom          | Vereinigte Staaten       | 1972                       | P            |
| Dick Stuart          | Vereinigte Staaten       | 1966                       | 1B           |
| Tom Sturdivant       | Vereinigte Staaten       | 1964                       | RP           |
| Bill Sudakis         | Vereinigte Staaten       | 1972                       | 1B, C        |
| Cory Sullivan        | Vereinigte Staaten       | 2009                       | OF           |
| John Sullivan        | Vereinigte Staaten       | 1967                       | C            |
| Darrell Sutherland   | Vereinigte Staaten       | 1964–1966                  | RP           |
| Craig Swan           | Vereinigte Staaten       | 1973–1984                  | SP           |
| Rick Sweet           | Vereinigte Staaten       | 1982                       | PH           |
| Jon Switzer          | Vereinigte Staaten       | 2009                       | RP           |
| Ron Swoboda          | Vereinigte Staaten       | 1965–1970                  | OF           |
| Pat Tabler           | Vereinigte Staaten       | 1990                       | OF           |
| Hisanori Takahashi   | Japan                    | 2010                       | P            |
| Ken Takahashi        | Japan                    | 2009                       | P            |
| Shingo Takatsu       | Japan                    | 2005                       | RP           |
| Jeff Tam             | Vereinigte Staaten       | 1998–1999                  | RP           |
| Frank Tanana         | Vereinigte Staaten       | 1993                       | SP           |
| Kevin Tapani         | Vereinigte Staaten       | 1989                       | RP           |
| Tony Tarasco         | Vereinigte Staaten       | 2002                       | OF, 1B       |
| Randy Tate           | Vereinigte Staaten       | 1975                       | SP           |
| Fernando Tatís Sr.   | Dominikanische Republik  | 2008–2010                  | OF           |
| Jim Tatum            | Vereinigte Staaten       | 1998                       | 1B           |
| Frank Taveras        | Dominikanische Republik  | 1979–1981                  | SS           |
| Billy Taylor         | Vereinigte Staaten       | 1999                       | RP           |
| Chuck Taylor         | Vereinigte Staaten       | 1972                       | RP           |
| Hawk Taylor          | Vereinigte Staaten       | 1964–1967                  | C            |
| Ron Taylor           | Kanada                   | 1967–1971                  | RP           |
| Sammy Taylor         | Vereinigte Staaten       | 1962–1963                  | C            |
| Ruben Tejada         | Panama                   | 2010                       | 2B, SS       |
| Dave Telgheder       | Vereinigte Staaten       | 1993–1995                  | P            |
| Garry Templeton      | Vereinigte Staaten       | 1991                       | SS, 1B       |
| Walt Terrell         | Vereinigte Staaten       | 1982–1984                  | SP           |
| Ralph Terry          | Vereinigte Staaten       | 1966–1967                  | RP           |
| Tim Teufel           | Vereinigte Staaten       | 1986–1991                  | 2B, 1B       |
| George Theodore      | Vereinigte Staaten       | 1973–1974                  | OF, 1B       |
| Josh Thole           | Vereinigte Staaten       | 2009–2010                  | C            |
| Frank J. Thomas      | Vereinigte Staaten       | 1962–1964                  | OF, 1B       |
| Ryan Thompson        | Vereinigte Staaten       | 1992–1995                  | OF           |
| John Thomson         | Vereinigte Staaten       | 2002                       | SP           |
| Lou Thornton         | Vereinigte Staaten       | 1989–1990                  | OF           |
| Marv Throneberry     | Vereinigte Staaten       | 1962–1963                  | 1B           |
| Gary Thurman         | Vereinigte Staaten       | 1997                       | OF           |
| Dick Tidrow          | Vereinigte Staaten       | 1984                       | RP           |
| Rusty Tillman        | Vereinigte Staaten       | 1982                       | OF           |
| Jorge Toca           | Kuba                     | 1999–2001                  | 1B, LF       |
| Jackson Todd         | Vereinigte Staaten       | 1977                       | P            |
| Andy Tomberlin       | Vereinigte Staaten       | 1996–1997                  | OF           |
| Joe Torre            | Vereinigte Staaten       | 1975–1977                  | 1B, 3B       |
| Mike Torrez          | Vereinigte Staaten       | 1983–1984                  | SP           |
| Kelvin Torve         | Vereinigte Staaten       | 1990–1991                  | 1B           |
| Steve Trachsel       | Vereinigte Staaten       | 2001–2006                  | SP           |
| Bubba Trammell       | Vereinigte Staaten       | 2000                       | OF           |
| Alex Treviño         | Mexiko                   | 1978–1981                  | C, 3B        |
| Ricky Trlicek        | Vereinigte Staaten       | 1996–1997                  | RP           |
| Michael Tucker       | Vereinigte Staaten       | 2006                       | OF           |
| Justin Turner        | Vereinigte Staaten       | 2010                       | IF           |
| Wayne Twitchell      | Vereinigte Staaten       | 1979                       | RP           |
| Jason Tyner          | Vereinigte Staaten       | 2000                       | OF           |
| Lino Urdaneta        | Venezuela                | 2007                       | RP           |
| Del Unser            | Vereinigte Staaten       | 1975–1976                  | OF           |
| Mike Vail            | Vereinigte Staaten       | 1975–1977                  | OF           |
| Raúl Valdés          | Kuba                     | 2010                       | RP           |
| Wilson Valdez        | Dominikanische Republik  | 2009                       | SS           |
| Eric Valent          | Vereinigte Staaten       | 2004–2005                  | OF, 1B       |
| John Valentin        | Vereinigte Staaten       | 2002                       | IF           |
| José Valentín        | Puerto Rico              | 2006–2007                  | 2B           |
| Bobby Valentine      | Vereinigte Staaten       | 1977–1978                  | IF           |
| Ellis Valentine      | Vereinigte Staaten       | 1981–1982                  | OF           |
| Julio Valera         | Puerto Rico              | 1990–1991                  | P            |
| Claudio Vargas       | Dominikanische Republik  | 2008                       | SP           |
| Jason Vargas         | Vereinigte Staaten       | 2007                       | SP           |
| Mo Vaughn            | Vereinigte Staaten       | 2002–2003                  | 1B           |
| Jorge Velandia       | Venezuela                | 2000–2001, 2003            | SS, 2B       |
| Robin Ventura        | Vereinigte Staaten       | 1999–2001                  | 3B           |
| Tom Veryzer          | Vereinigte Staaten       | 1982                       | 2B, SS       |
| Fernando Viña        | Vereinigte Staaten       | 1994                       | IF           |
| Frank Viola          | Vereinigte Staaten       | 1989–1991                  | SP           |
| Joe Vitko            | Vereinigte Staaten       | 1992                       | P            |
| José Vizcaíno        | Dominikanische Republik  | 1994–1996                  | SS, 2B       |
| Billy Wagner         | Vereinigte Staaten       | 2006–2009                  | RP           |
| Bill Wakefield       | Vereinigte Staaten       | 1964                       | RP           |
| Chico Walker         | Vereinigte Staaten       | 1992–1993                  | 3B, 2B, OF   |
| Pete Walker          | Vereinigte Staaten       | 1995, 2001–2002            | RP           |
| Tyler Walker         | Vereinigte Staaten       | 2002                       | RP           |
| Donne Wall           | Vereinigte Staaten       | 2001                       | RP           |
| Derek Wallace        | Vereinigte Staaten       | 1996                       | RP           |
| Gene Walter          | Vereinigte Staaten       | 1987–1988                  | RP           |
| Claudell Washington  | Vereinigte Staaten       | 1980                       | OF           |
| Allen Watson         | Vereinigte Staaten       | 1999                       | P            |
| Matt Watson          | Vereinigte Staaten       | 2003                       | LF           |
| David Weathers       | Vereinigte Staaten       | 2002–2004                  | RP           |
| Hank Webb            | Vereinigte Staaten       | 1972–1976                  | P            |
| Al Weis              | Vereinigte Staaten       | 1968–1971                  | SS, 2B       |
| Turk Wendell         | Vereinigte Staaten       | 1997–2001                  | RP           |
| David West           | Vereinigte Staaten       | 1988–1989                  | P            |
| Mickey Weston        | Vereinigte Staaten       | 1993                       | RP           |
| Dan Wheeler          | Vereinigte Staaten       | 2003–2004                  | RP           |
| Rick White           | Vereinigte Staaten       | 2000–2001                  | RP           |
| Wally Whitehurst     | Vereinigte Staaten       | 1989–1992                  | P            |
| Ty Wigginton         | Vereinigte Staaten       | 2002–2004                  | 3B           |
| Rick Wilkins         | Vereinigte Staaten       | 1998                       | C            |
| Carlton Willey       | Vereinigte Staaten       | 1963–1965                  | P            |
| Nick Willhite        | Vereinigte Staaten       | 1967                       | P            |
| Charlie Williams     | Vereinigte Staaten       | 1971                       | P            |
| Dave Williams        | Vereinigte Staaten       | 2006–2007                  | SP           |
| Gerald Williams      | Vereinigte Staaten       | 2004–2005                  | OF           |
| Mookie Wilson        | Vereinigte Staaten       | 1980–1989                  | OF           |
| Paul Wilson          | Vereinigte Staaten       | 1996                       | SP           |
| Preston Wilson       | Vereinigte Staaten       | 1998                       | OF           |
| Tom Wilson           | Vereinigte Staaten       | 2004                       | C            |
| Vance Wilson         | Vereinigte Staaten       | 1999–2004                  | C            |
| Herm Winningham      | Vereinigte Staaten       | 1984                       | OF           |
| Matt Wise            | Vereinigte Staaten       | 2008                       | RP           |
| Gene Woodling        | Vereinigte Staaten       | 1962                       | OF           |
| Chris Woodward       | Vereinigte Staaten       | 2005–2006                  | 1B, OF       |
| David Wright         | Vereinigte Staaten       | 2004–2010                  | 3B           |
| Billy Wynne          | Vereinigte Staaten       | 1967                       | RP           |
| Tyler Yates          | Vereinigte Staaten       | 2004                       | P            |
| Masato Yoshii        | Japan                    | 1998–1999                  | SP           |
| Anthony Young        | Vereinigte Staaten       | 1991–1993                  | P            |
| Joel Youngblood      | Vereinigte Staaten       | 1977–1982                  | OF, 2B       |
| Pat Zachry           | Vereinigte Staaten       | 1977–1982                  | SP           |
| Víctor Zambrano      | Venezuela                | 2004–2006                  | SP           |
| Todd Zeile           | Vereinigte Staaten       | 2000–2001, 2004            | 1B           |
| Don Zimmer           | Vereinigte Staaten       | 1962                       | 3B           |

## Spieler nach Herkunft
| Rang | Nation                   | Spieler |
| ---- | ------------------------ | ------- |
| 1    | Vereinigte Staaten       | 726     |
| 2    | Dominikanische Republik  | 49      |
| 3    | Puerto Rico              | 42      |
| 4    | Venezuela                | 29      |
| 5    | Japan                    | 11      |
| 6    | Mexiko                   | 10      |
| 7    | Kuba                     | 9       |
| 8    | Kanada                   | 5       |
| 9    | Panama                   | 4       |
| 10   | Südkorea                 | 3       |
| 11   | Australien               | 2       |
|      | Deutschland              | 2       |
| 13   | Niederländische Antillen | 1       |
|      | England                  | 1       |
|      | Frankreich               | 1       |
|      | Vietnam                  | 1       |